# 韦伊诺·阿尔托宁
韦伊诺·瓦尔德马·阿尔托宁（芬蘭語：Wäinö Waldemar Aaltonen，1894年3月8日—1966年5月30日）是芬兰艺术家和雕塑家。公共雕塑对于刚刚建国的芬兰来说是非常重要的民族象征，阿尔托宁从1920年代中期开始直至1950年代末期为止几乎一直领导了公共雕塑的潮流。在那段时期，他也是北欧国家当中显著的雕塑家之一。
大部分阿尔托宁著名的雕塑代表着矜持的古典现实主义，这种风格在1920到1930年代在芬兰占据主导地位。但是他也应用了表现主义、立体主义、装饰风艺术及其它一些国际和现代主义的潮流。除了青铜雕塑之外，阿尔托宁也使用花岗岩作为雕塑材料。此外他还把木材运用到雕塑中来，并经常用金箔包裹起来。
他的很多著名的雕塑是大型纪念碑式、并带有爱国英雄主义的色彩。但很多雕塑中也有独特的敏感和诗意笔法。为了平衡现实主义风格，他把一些形状简单抽象化。阿尔托宁最著名的作品包括帕沃·努尔米雕像、完成于1932年并安放在芬兰议会大厦会议大厅里的“劳动和未来”(Työ ja tulevaisuus) 雕像系列，以及位于赫尔辛基的阿莱克西斯·基维纪念雕塑。
阿尔托宁在他的作品中使用青铜、大理石，以及包括木材在内的材料。他也是使用芬兰花岗岩作为雕塑材料的先锋。
在芬蘭圖爾庫，以阿爾托寧命名的韦伊诺·阿尔托宁博物馆中收藏了一大部分阿爾托寧的作品。在藝術館的大堂，擺放了阿爾托寧所創作的一座超過四米高的雕塑「芬蘭少女」(Suomen neito)。

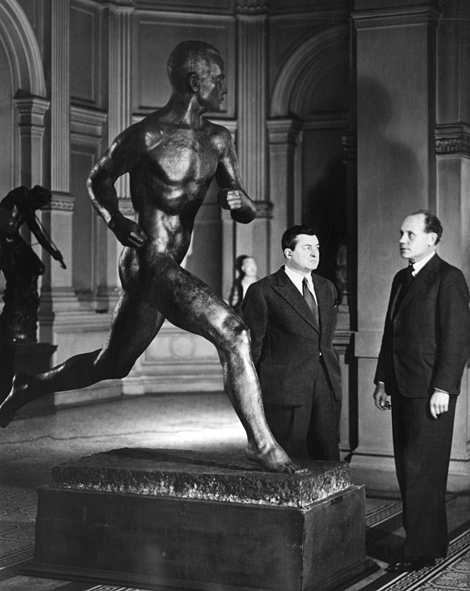
帕沃·努尔米和韦伊诺·阿尔托宁在帕沃·努尔米雕像之前，摄于1930年代末雅典娜姆艺术博物馆里
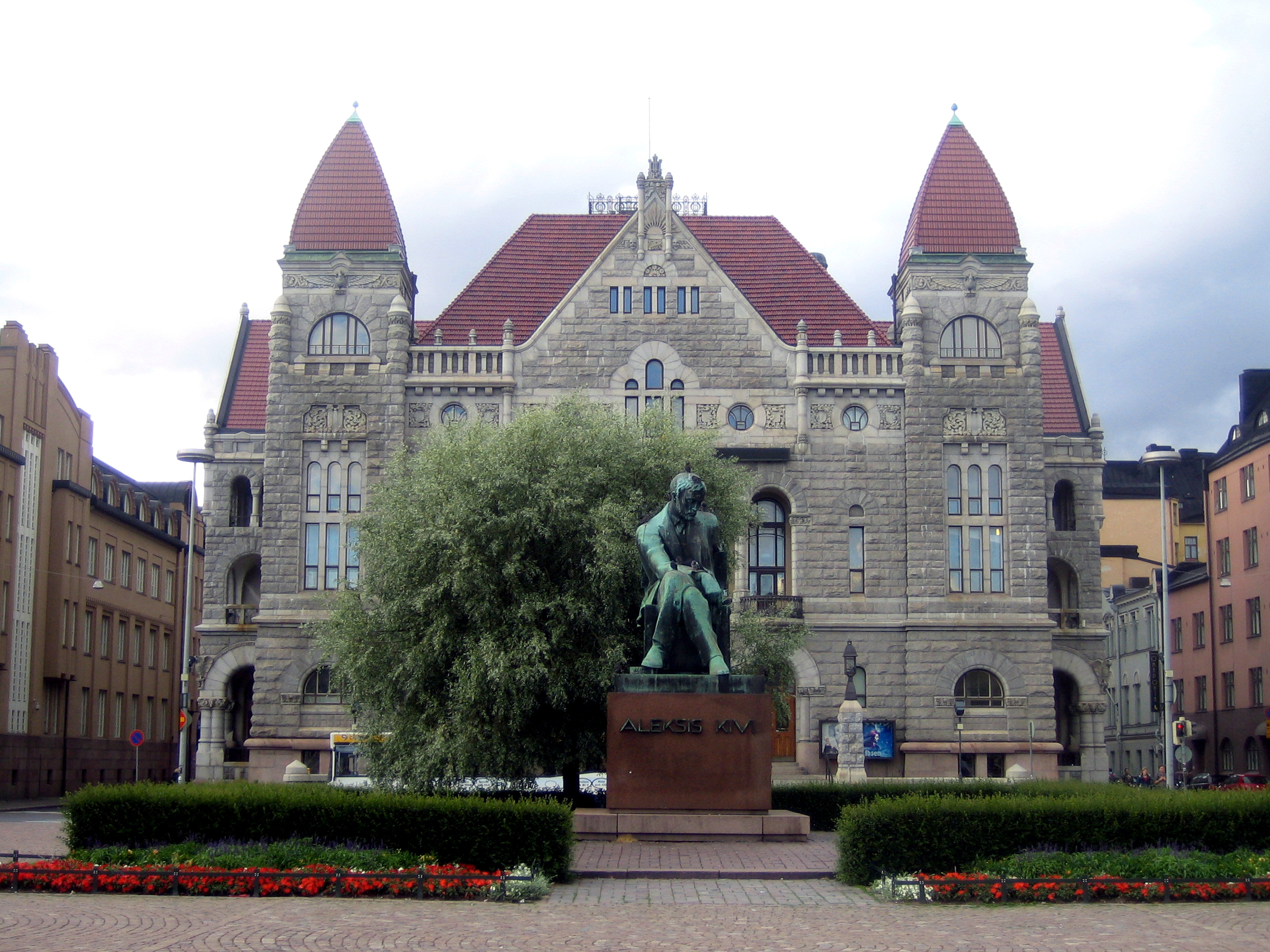
位于赫尔辛基铁路广场芬兰国家剧院之前的阿莱克西斯·基维纪念雕塑